# Implant multifocal
Un implant multifocal est un dispositif médical mis en place par chirurgie ophtalmologique après l'ablation du cristallin, permettant de voir à la fois de loin et de près.

## Épidémiologie
La chirurgie de la cataracte est la plus courante des interventions chirurgicales avec plus de 300 000 interventions annuelles en France.
Elle consiste à retirer le cristallin opacifié et à le remplacer par un cristallin artificiel, appelé implant, dont la puissance est calculée avant l'intervention pour restituer une vision nette, le plus souvent en vision de loin. Le patient doit alors porter des lunettes pour la vision de près.

## Matériel et technique
Des implants multifocaux permettant de voir à la fois de loin et de près, sont développés et proposés selon les indications médicales.
Il existe des critères précis permettant ou non d'utiliser ce type d'implants, mais leur utilisation tend à s'élargir, permettant à un nombre croissant d'opérés de la cataracte de vivre sans lunettes.
Ces implants comportent, comme les verres progressifs, un système optique particulier qui autorise cette vision simultanée de loin et de près. Bien entendu, cet avantage considérable peut être atténué par des effets secondaires liés à l'optique très spéciale de ces implants : phénomènes de halos en vision nocturne, baisse de sensibilité lumineuse nécessitant un bon éclairage pour la lecture.
Quoi qu'il en soit, ces inconvénients tendent à diminuer avec les implants les plus modernes, donnant aux patients une grande satisfaction liée à l'absence de besoin de lunettes[non neutre].

## Évolution vers des implants monofocaux
Les implants accommodatifs de nouvelle génération sont des implants monofocaux (sans les inconvénients cités plus haut des multifocaux). 
Ces derniers se comportent comme le cristallin naturel et apportent satisfaction en vision de loin, vision intermédiaire et vision de près, c'est le mouvement de l'implant dans l'œil qui simule l'accommodation naturelle de l'œil et redonne ainsi un confort inégalé par des implants d'optiques complexes comme les multifocaux. 
L'augmentation des performances de ces implants permet aujourd'hui de les proposer comme traitement chirurgical de la presbytie.
L'intervention est techniquement identique, mais elle est réalisée chez des patients dont les cristallins sont encore clairs, pour les débarrasser des lunettes et non pas de la cataracte qu'ils n'ont pas encore. On fait ainsi une chirurgie anticipée de la cataracte afin de supprimer les lunettes,.